# 斯洛伐克語維基百科
斯洛伐克語維基百科為維基百科協作計劃之斯洛伐克語版本，由非營利組織──維基媒體基金會維持負責。目前為各語言維基百科計劃中規模排名第42（依條目量計算）之維基百科。計劃開始於2001年，至2021年4月2日已有236382個條目。

## 外部連結
- 斯洛伐克語維基百科 （页面存档备份，存于）